# سن-نارسیس-دو-بریواژ، کبک
سَن-نارسیس-دو-بُریواژ (به فرانسوی: Saint-Narcisse-de-Beaurivage) قصبه‌ای در منطقه شهری لوتبینییر ناحیه شودییر-آپالاش در استان کبک کانادا است. در سرشماری سال ۲۰۱۱ این قصبه ۱٬۰۰۲ نفر جمعیت داشته‌است و مساحت آن ۶۰٫۸۳ کیلومتر مربع است.